# 马根济

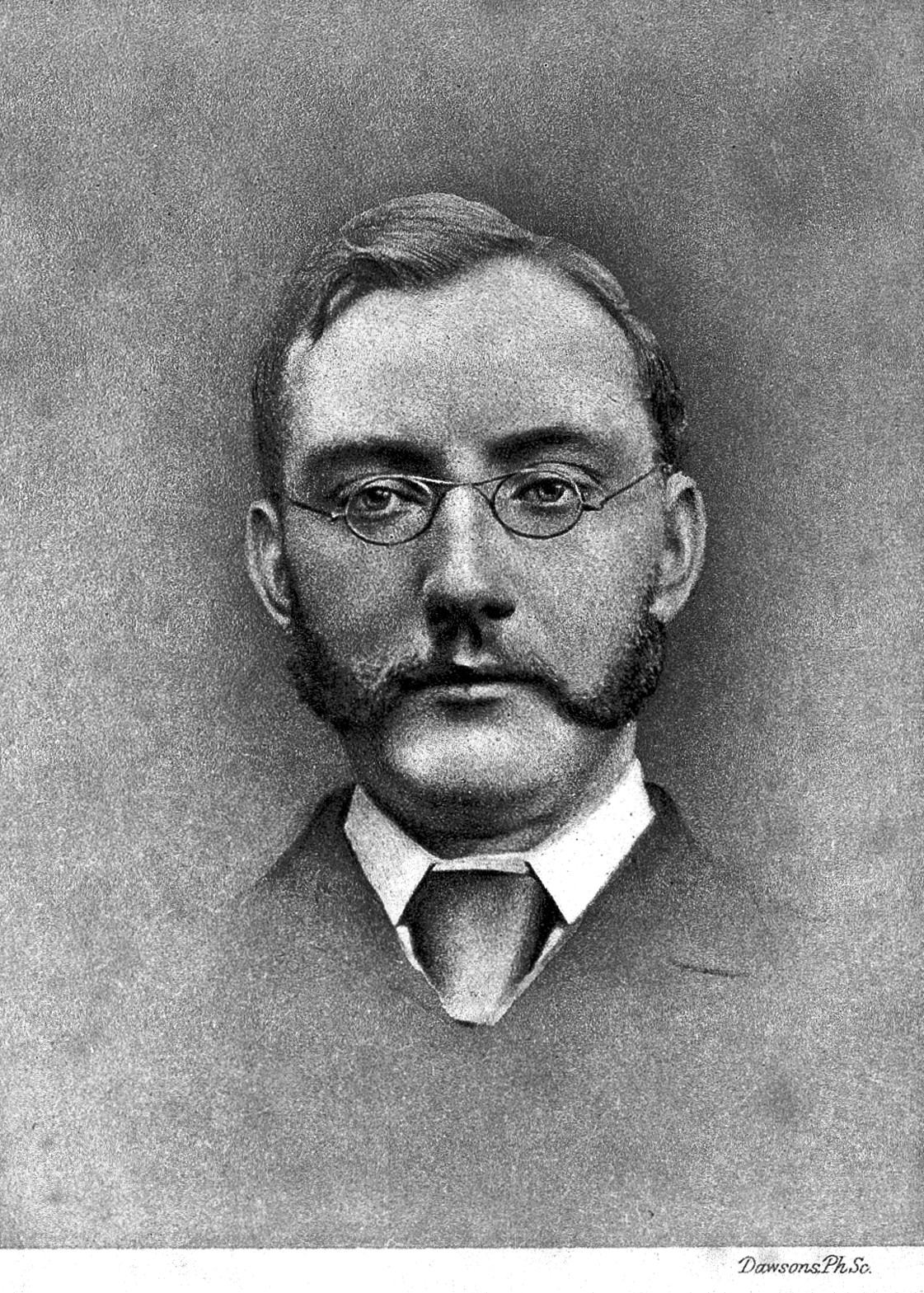
马根济肖像

马根济（John Kenneth MacKenzie；1850年8月25日—1888年4月1日）是一位英国伦敦会驻华医学传教士。1875年，他在汉口开始行医传教。他治疗的大多数病例是眼疾、鸦片成瘾和外科手术。1878年，由于妻子身体状况不佳，马根济搬到天津。在天津，在总督李鸿章的赞助下，马根济建造开办了伦敦会施医院，还成立了西医学堂。马根济还发起成立中华博医会，编辑《博医会报》。他在医疗中结合宣教。1888年因天花而早逝。

## 早年
1850年8月25日，马根济出生于英格兰大雅茅斯。他的父亲亚历山大•麦肯齐是来自罗斯郡（Ross-shire）的苏格兰人，母亲玛格丽特•麦肯齐则来自威尔士的布雷克諾克郡。两边的祖父母都非常虔诚。他还是一个婴儿时，他们搬到布里斯托尔，马根济的父亲开始深受长老会马修迪基（Matthew Dickie）牧师的影响。因此，马根济家拥有非常敬虔的环境。马根济年幼时很保守，富于同情心，但容易被激怒。他曾就读于布里斯托尔的一所私立学校，但是不喜欢学习，所以十五岁就离开了学校，成为一家商行的职员。马根济开始定期参加布里斯托尔基督教青年会的聚会。后来虽然他不再参加聚会，但基督教在他的生活中仍然有着非常强大的影响力。马根济向好友邓肯（Colonel Duncan）透露他要到海外为基督宣教的心志，邓肯就推荐马根济阅读《双重医治——何谓医疗宣教？》（The Double Cure; or, What is a Medical Mission?） （页面存档备份，存于）一书。看完书后，马根济问他的父母是否可以辞掉工作，开始学习医学，目标是去中国当一名医学传教士。马根济的父母同意了，他很快就进入了医学院。

## 求学
1870年10月，马根济进入布里斯托尔医学院，四年后获得伦敦和爱丁堡的MRCS和LRCP学位证书。在爱丁堡时，马根济遇到爱丁堡医疗传道会成员楼医师（Dr. Lowe），得知中国汉口的伦敦会医院迫切需要医疗宣教士去掌管，强化了去中国做医疗宣教士的愿望。于是，马根济决定加入伦敦会，前往汉口从事医疗传教工作。1875年4月8日，马根济受伦敦会差遣，登上格林里昂号（Glenlyon）轮船，启程前往中国。

## 中国

### 汉口
1875年6月8日，在汉口，马根济受到同工杨格非（Griffith John）夫妇和富世德先生（Arnold Foster）的欢迎。汉口位于中国中心的湖北省，是一个位于长江和汉水交汇处的大城。马根济在当地伦敦会的仁济医院协助里德医生（Dr. Reid），此外在医院下班后还要每天上中文课。他面临着巨大的偏见，因为汉口许多中国人不相信外国人的医术。但在在马根济成功升为汉口教会的执事长之后，这种不信任感得到了缓解。8月，马根济染上严重的疟疾，但一个月后就康复了，不久升为医院的主任医生。虽然他在医院非常繁忙，但仍关注汉口周围乡下的需要。他和同事走访那些眼疾最为普遍的村庄，遭遇了对外国基督徒的敌意和攻击。幸亏督抚发布了告示，第二次走访时便受到欢迎。马根济治愈了数百名鸦片瘾君子，和数千名其他病人。对洋大夫的好评很快传遍了湖北全省。他发现许多中国医生带着问题来到他身边，并意识到他们对生理学的解剖学知之甚少或一无所知。他开始计划建造一所医学院，希望教中国人如何做手术。1876年12月，马根济前往上海，迎娶他在布里斯托尔时就相识的特拉弗斯小姐（Miss Travers）。他们回到汉口，继续他们每天的日常工作：马根济医生在医院工作，平均每天治疗100名病人，特拉弗斯小姐开始学习中文。这时霍乱疫情爆发，马根济更为忙碌，要医治更多的病人，外科手术也有所增加，表明中国人对西医的信任度正在上升。

### 天津
1879年3月，马根济一家从汉口搬到天津。这样做是由于家庭问题，他的妻子的健康恶化，他相信改变环境可以改善病情。天津位于北方，离首都北京很近，当时是北京的外港。他们到天津时，发现那里只有一个简陋的小诊所，而且缺乏药品。马根济用自己的钱买来西药。1879年8月，他治愈了直隶总督李鸿章的側室夫人莫氏，于是在紫竹林天津法租界海大道（Rue de Takou）伦敦会诊所旁捐建一所正规西医院，名为伦敦会施医院（位于今大沽北路口腔医院处）。医院建成后，天津和周边地区居民大量前来就诊。马根济治疗了许多眼疾，做了许多手术，接种了数千支疫苗。1887年，路博施（Fred Charles Roberts）医生前来协助他，1888年马根济去世后，又接替他的工作。

### 西医学堂
马根济的目标是在中国建立一所医学院，将西方医学教授给中国人。他的建议被政府接受，招收了8名学生。1881年12月15日，这个小小的西医学堂正式开学。这所学校的结构，包括课本、考试和论文，都仿效西方学校。1883年，马根济回国休假了五个月，探望因健康不佳回国居住的妻子和女儿。当他于1884年回到天津时，赶上6名学生经过3年学习后，从医学馆毕业。马根济退出了医学堂，因为他不想花时间把学生培养成为政府工作人员。

## 晚年
1886年秋天，所有在华医学传教士决定成立中华博医会（Medical Missionary Association of China）。马根济是该组织的发起者之一，协助编辑会刊《博医会报》（Medical Missionary Journal），并参与撰稿。1888年，他被一名病人感染了天花，在复活节去世。年仅37岁。李鸿章的夫人参加了他的葬礼。殷森德在合众会堂（Union Church）主持了马根济的追思礼拜。马根济的十二个朋友和十二个学生为他抬棺到英国墓地。